# بول كانتور (ناقد أدبي)
بول كانتور (بالإنجليزية: Paul Cantor)‏ هو صحفي أمريكي، ولد في 1945.